# African Arts (tập san)
Nghệ thuật châu Phi là một tạp chí học thuật bình duyệt theo quý dành cho nghiên cứu và thảo luận các vấn đề về nghệ thuật châu Phi truyền thống, đương đại và phổ biến tại châu Phi. Tạp chí được thành lập vào năm 1967 và được MIT Press xuất bản trực tuyến và dưới dạng bản cứng. MIT Press cũng là công ty chuyên phân phối tạp chí cho Trung tâm nghiên cứu châu Phi James S. Coleman tại Đại học California, Los Angeles.

## Khái quát
Tạp chí Nghệ thuật Châu Phi trình bày nghiên cứu gốc và các bài phê bình về nghệ thuật truyền thống, đương đại và phổ biến của Châu Phi cũng như các nền văn hóa biểu đạt. 
Kể từ năm 1967, tạp chí đã xuất bản nhiều ấn phẩm phản ánh sự năng động và đa dạng của một số lĩnh vực nghiên cứu, xuất bản các bài báo minh họa phong phú đầy màu sắc, kết hợp lý thuyết, thực hành và đối thoại giữa các nền văn hóa mới nhất. Tạp chí cung cấp cho độc giả các bài báo học thuật được bình duyệt ngang hàng (peer review) liên quan đến một loạt các loại hình nghệ thuật và văn hóa thị giác nổi bật của lục địa lớn thứ hai thế giới cũng như các số chuyên đề đặc biệt, đánh giá sách và triển lãm, các tính năng về bộ sưu tập bảo tàng, giới thiệu triển lãm, danh mục nghệ sĩ, tiểu luận ảnh, đối thoại đương đại và bài xã luận.